# Just a Notion
Just a Notion è un singolo del gruppo musicale svedese ABBA, terzo estratto dal loro ultimo album in studio, Voyage, pubblicato il 22 ottobre 2021.
Il brano fu originariamente scritto nel 1978 per il loro sesto album in studio Voulez-Vous ma fu poi scartata. Le voci sono originarie del 78 mentre la base musicale è stata ri-arrangiata da Benny nella primavera del 2021.
La canzone è stata pubblicata a sorpresa pochi giorni prima dell'uscita dell'album. Sin da quando il progetto del concerto virtuale ha dato l'input al gruppo di realizzare un intero nuovo album, nei piani di Benny e Bjorn c'è sempre stata la volontà e il desiderio di inserire uno dei numerosi brani "undeleted" nell'album. La canzone era già però trapelata al pubblico in un frammento del medley ABBA Undeleted contenuto nel box set del 1994 Thank You For The Music. Come si può notare la base è diversa da quella del 2021, ma non è nemmeno l'originale in quanto è stato dichiarato che la base strumentale utilizzata in quel contesto lì è un mix strumentale realizzato dall'ingegnere degli ABBA, Michael B. Tretow.
È stata pubblicata con un lyric video su youtube, che ha ottenuto 583.000 visualizzazioni nelle prime 24 ore, ed esiste anche la versione fisica formato CD. Il video clip è diretto da Mike Anderson e prodotto da Nick Barratt. Sui social sono state realizzate varie Christmas Version della canzoni dai fan. Tutte quante sono delle versioni velocizzate della canzone originale con dei motivi natalizi in sottofondo.